# Oroszország címere

Oroszország címere

Oroszország címere egy vörös pajzs, rajta egy aranyszínű, kétfejű sassal. A három korona a nemzet demokratikus erejét, vagyis az elnököt, és a parlament két házát jelképezi. A jogar és az országalma a függetlenség védelmének jelképei. A sas mellén látható Moszkva címere, mely Sárkányölő Szent Györgyöt ábrázolja. A múltban vallási jelkép volt, ma a jó és gonosz közötti harcot szimbolizálja.
A címer az Orosz Birodalom korábbi címeréből származik, amit az 1917-es orosz forradalom megszüntetett. III. Iván (1462–1505) uralkodása óta többször módosítottak a címer kinézetén, ami a középkorból származik, a kétfejű sas pedig bizánci eredetre utal.